# Groupe SAPEC
Le Groupe de soutien aux personnes abusées dans une relation d'autorité religieuse (Groupe SAPEC) est une association à but non lucratif, fondée le 22 décembre 2010 à Lausanne en Suisse. Les principaux objectifs de l'association sont de conduire les autorités de l’Église catholique à demander pardon aux victimes d'abus sexuels, à reconnaitre leur responsabilité morale, à œuvrer à la levée des secrets et à la réparation par l’indemnisation des victimes.

## Historique

### Prémices
En mai 2010, lors de l'émission « Hautes fréquences » de la RSR dédiée au vécu des victimes abusées par des prêtres, Jacques Nuoffer exprime son souhait de former un groupe pour obtenir des réponses, une reconnaissance des souffrances subies et une réparation légitime de la part de l’Église catholique. Ce souhait fait suite à une demande infructueuse adressée à SOS Prévention,, , commission créée par Bernard Genoud, évêque de Lausanne, Genève et Fribourg (LGF). Réagissant à son appel, Marie-Jo Aeby et Gérard Falcioni se joignent à lui pour fonder une association d’aide aux personnes victimes d’abus sexuels au sein de l’Église catholique.

### Fondation du Groupe SAPEC
La fondation du "Groupe de soutien aux abusé-e-s des prêtres de l’Église catholique" (Groupe SAPEC) a lieu le 22 décembre 2010 à Lausanne. Son objectif principal est « d’amener les autorités de l’Église catholique à passer des paroles de pardon à la reconnaissance de sa responsabilité morale, à la levée des secrets, à l’information et à la réparation par l’indemnisation des victimes. »[réf. à confirmer],,.
L’association demande également la création au niveau fédéral d’une commission neutre et indépendante de la Conférence des évêques suisses (CES). Elle aura pour mission de recevoir et d’indemniser les victimes et d’enquêter sur les abus sexuels commis au sein de l’Église catholique, diocèses et congrégations religieuses,.

### Premières démarches et soutien du Diocèse de Lausanne, Genève et Fribourg
En avril 2012, un premier entretien avec Charles Morerod, nouvel évêque du diocèse de Lausanne, Genève et Fribourg, a lieu avec les membres du bureau du Groupe SAPEC. Lors de cet échange, l'évêque s’inquiète de la gestion des abus et reconnaît la nécessité de trouver un tiers pour traiter ce problème. À la demande de l’évêque, le SAPEC développe des propositions de prévention inspirées des travaux du colloque tenu à l’Université grégorienne de Rome en février 2012.
En fin 2013 le Groupe SAPEC rencontre les fondateurs du Centre d’arbitrage en matière d’abus sexuels,, en Belgique. Ce projet, initié par une commission de parlementaires belges amène les évêques à collaborer. Les principales caractéristiques de ce « modèle belge » sont présentées par le Groupe SAPEC à Charles Morerod. Ensemble, ils en arrivent à la conclusion que, pour réaliser un tel projet, il faut faire appel à des parlementaires suisses.

### Appel aux parlementaires et Mémoire SAPEC
Au cours de l’assemblée générale extraordinaire du 21 mai 2013, les membres du Groupe SAPEC acceptent que l’association élargisse son champ d’activité en s’intitulant désormais Soutien aux personnes abusées dans une relation d'autorité religieuse. Lors de cette assemblée il est décidé d'informer les parlementaires suisses romands pour les inviter à créer une commission indépendante de l'Église inspirée du centre d'arbitrage belge. Pour ce faire, le mémoire SAPEC 2013 - Abus sexuels au sein de l'Église catholique en Suisse et dans le monde est rédigé par Jacques Nuoffer avec le soutien du comité élargi. Une version résumée est envoyée aux parlementaires. Celles et ceux qui répondent à l'appel reçoivent un exemplaire tout comme évêques et supérieurs des congrégations religieuses de Suisse,.

### Commission tripartite et Accord CECAR
En 2014, Charles Morerod et Jacques Nuoffer invitent les parlementaires suisses romands ayant répondu à l’appel, une délégation de la CES et des membres du Groupe SAPEC à se réunir au Palais fédéral. Un groupe de travail représentant les trois parties impliquées est chargé de concevoir une nouvelle structure,. Cela débouche, le 18 juin 2015 sur la création d'un accord entre des associations de victimes d’abus sexuels au sein de l'Église, représenté par le Groupe SAPEC, et des prélats, représentés par l’Évêché de LGF,. Cet accord a pour but la création d’une Commission d’écoute, de conciliation, d’arbitrage et de réparation, la CECAR, en faveur des personnes victimes d’abus sexuels commis dans une relation d’autorité, notamment au sein de l’Église catholique,. L'accord assure le traitement des demandes relatives à des faits prescrits d'abus sexuels commis sur des mineurs par des agents pastoraux d'un diocèse suisse ou par un membre d'une congrégation ou d'un ordre religieux établis en Suisse. Début 2016, six responsables religieux et le président du Groupe SAPEC signent pour cinq années l’accord CECAR qui est renouvelé en 2021,.
En décembre 2015, la CES finalise son projet d'indemnisation des victimes lors de faits prescrits. Elle signe à cet effet deux conventions avec l’Union des supérieurs majeurs religieux de Suisse (VOS’USM) et la Conférence centrale catholique romaine de Suisse (RKZ) pour créer un fonds et une commission d’indemnisation des victimes,,. Ces dernières peuvent désormais déposer une requête auprès d’une commission ecclésiale ou de la CECAR.
En 2021, les conventions sont renouvelées et elles décident d’adopter un montant d’indemnisation unique, fondé sur le vécu de la victime et non sur la gravité de l’agression.

### Développement de nouvelles actions
En 2017, le Groupe SAPEC publie L’Enquête, une recherche dirigée par Jacques Nuoffer, rassemblant des éclairages sur les abus, de nombreux témoignages de victimes, de prélats, de parlementaires. Elle fait le point des réalisations en Belgique, en France et en Suisse et donne des recommandations pour tout le travail qui reste à accomplir, notamment dans la sélection et la formation des séminaristes,.
La même année, le comité du Groupe SAPEC participe à la fondation de l’ONG ECA (Ending Clergy Abuse – Global Justice Project) qui veut amener le pape François à mettre en œuvre la tolérance zéro et condamner tous les évêques et responsables de congrégations qui ont protégé les agresseurs au sein de l’Église,,.
Le Groupe SAPEC continue également son travail de sensibilisation aux conséquences des abus et à leur prévention. Il collabore à l’élaboration de signes et d'événements pour conserver la mémoire des faits par l’organisation et la participation à différentes manifestations, comme la mise sur pied de plusieurs tables rondes avec notamment Gabriel Ringlet, Daniel Pittet, Charles Morerod, et Bruno Granier.
En février 2019, le Groupe SAPEC et l'ECA sont présents à Rome pour manifester à l’occasion du synode des évêques sur les abus sexuels,,. En novembre de la même année, l’évêque du diocèse de Lausanne, Genève et Fribourg et le président du Groupe SAPEC, initiateurs du projet, dévoilent dans la cathédrale Saint-Nicolas de Fribourg, la première plaque à la mémoire des victimes des abus sexuels dans l’Église catholique,.
En mars 2022, Jacques Nuoffer pour le Groupe SAPEC et Albin Reichmuth pour Selbsthilfegruppe se partagent l’un des prix de la Fondation Herbert Haag pour la liberté dans l'Église,,.
En septembre 2023, le groupe SAPEC publie le Rapport concernant le projet pilote sur l’histoire des abus sexuels dans le contexte de l’Église catholique romaine en Suisse depuis le milieu du 20e siècle.
Au printemps 2024, Marie-Jo Aeby quitte le comité, suivie de Jacques Nuoffer en novembre 2024.